# Aloha from Hell/Diskografie
Diese Diskografie ist eine Übersicht über die musikalischen Werke der deutschen Pop-Rock-Band Aloha from Hell. Ihre erfolgreichste Veröffentlichung ist die Debütsingle Don’t Gimme That, die mit Rang elf in Österreich die beste Chartplatzierung der Band stellt und zudem die Charts in zwei Ländern erreichte.

## Alben

### Studioalben
| Jahr | Titel Musiklabel                              | Höchstplatzierung, Gesamtwochen, AuszeichnungChartplatzierungen (Jahr, Titel, Musiklabel, Platzierungen, Wochen, Auszeichnungen, Anmerkungen) | Höchstplatzierung, Gesamtwochen, AuszeichnungChartplatzierungen (Jahr, Titel, Musiklabel, Platzierungen, Wochen, Auszeichnungen, Anmerkungen) | Höchstplatzierung, Gesamtwochen, AuszeichnungChartplatzierungen (Jahr, Titel, Musiklabel, Platzierungen, Wochen, Auszeichnungen, Anmerkungen) | Anmerkungen                           |
| Jahr | Titel Musiklabel                              | DE | AT | CH | Anmerkungen                           |
| ---- | --------------------------------------------- | --- | --- | --- | ------------------------------------- |
| 2009 | No More Days to Waste Columbia Records (Sony) | DE21 (4 Wo.)DE | — | — | Erstveröffentlichung: 16. Januar 2009 |

## Singles
| Jahr | Titel Album                                | Höchstplatzierung, Gesamtwochen, AuszeichnungChartplatzierungen (Jahr, Titel, Album, Platzierungen, Wochen, Auszeichnungen, Anmerkungen) | Höchstplatzierung, Gesamtwochen, AuszeichnungChartplatzierungen (Jahr, Titel, Album, Platzierungen, Wochen, Auszeichnungen, Anmerkungen) | Höchstplatzierung, Gesamtwochen, AuszeichnungChartplatzierungen (Jahr, Titel, Album, Platzierungen, Wochen, Auszeichnungen, Anmerkungen) | Anmerkungen                             |
| Jahr | Titel Album                                | DE | AT | CH | Anmerkungen                             |
| ---- | ------------------------------------------ | --- | --- | --- | --------------------------------------- |
| 2008 | Don’t Gimme That No More Days to Waste     | DE30 (9 Wo.)DE | AT11 (9 Wo.)AT | — | Erstveröffentlichung: 6. Juni 2008      |
| 2008 | Walk Away No More Days to Waste            | DE26 (9 Wo.)DE | AT70 (1 Wo.)AT | — | Erstveröffentlichung: 14. November 2008 |
| 2009 | No More Days to Waste                      | DE59 (4 Wo.)DE | — | — | Erstveröffentlichung: 3. April 2009     |
| 2009 | Can You Here Me Boys No More Days to Waste | DE79 (1 Wo.)DE | — | — | Erstveröffentlichung: 9. Juli 2009      |

## Musikvideos
| Jahr | Titel                 | Regisseur(e)     |
| ---- | --------------------- | ---------------- |
| 2008 | Don’t Gimme That      | Katja Kuhl       |
| 2008 | Walk Away             |                  |
| 2009 | No More Days to Waste |                  |
| 2009 | Can You Here Me Boys  |                  |
| 2009 | I Hate War            | Andreas Z. Simon |

## Sonderveröffentlichungen

### Lieder
| Jahr | Titel Album          | Anmerkungen                                             |
| ---- | -------------------- | ------------------------------------------------------- |
| 2009 | I Hate War Dein Song | Erstveröffentlichung: 20. November 2009 mit Manu Schuch |

### Videoalben
| Jahr | Titel Album                                                 | Anmerkungen |
| ---- | ----------------------------------------------------------- | --- |
| 2009 | No More Days to Waste – Musikvideos Columbia Records (Sony) | Erstveröffentlichung: 16. Januar 2009 Veröffentlichung nur in Japan; Teil von No More Days to Waste (The Gorgeous Edition) |

## Statistik

### Chartauswertung
|                     | DE    | AT    | CH    |
| ------------------- | ----- | ----- | ----- |
| Nummer-eins-Alben   | DE—DE | AT—AT | CH—CH |
| Top-10-Alben        | DE—DE | AT—AT | CH—CH |
| Alben in den Charts | DE1DE | AT—AT | CH—CH |

|                       | DE    | AT    | CH    |
| --------------------- | ----- | ----- | ----- |
| Nummer-eins-Singles   | DE—DE | AT—AT | CH—CH |
| Top-10-Singles        | DE—DE | AT—AT | CH—CH |
| Singles in den Charts | DE4DE | AT2AT | CH—CH |